# Jan Tesař (lekkoatleta)
Jan Tesař (ur. 26 marca 1990 w Brandýsie nad Labem-Starej Boleslavi) – czeski lekkoatleta, sprinter, dwukrotny medalista halowych mistrzostw Europy.

## Osiągnięcia sportowe
Specjalizuje się w biegu na 400 metrów. Odpadł w półfinale tej konkurencji na mistrzostwach Europy w 2012 w Helsinkach i w eliminacjach sztafety 4 × 400 metrów na mistrzostwach świata w 2013 w Moskwie. Na mistrzostwach Europy w 2014 w Zurychu zajął 7. miejsce w sztafecie 4 × 400 metrów i odpadł w eliminacjach biegu na 400 metrów.
Zdobył brązowy medal w sztafecie 4 × 400 metrów (która biegła w składzie: Daniel Němeček, Patrik Šorm, Tesař i Pavel Maslák) oraz odpadł w półfinale biegu na 400 metrów na halowych mistrzostwach Europy w 2015 w Pradze. Zdobył brązowy medal w biegu na 400 metrów na uniwersjadzie w 2015 w Gwangju. Zajął 4. miejsce w sztafecie 4 × 400 metrów na mistrzostwach Europy w 2016 w Amsterdamie.
Ponownie zdobył brązowy medal w sztafecie 4 × 400 metrów (w składzie: Šorm, Tesař, Jan Kubista i Maslák) oraz odpadł w półfinale biegu na 400 metrów na halowych mistrzostwach Europy w 2017 w Belgradzie. Zdobył brązowy medal w sztafecie 4 × 400 metrów i odpadł w półfinale biegu na 400 metrów na uniwersjadzie w 2017 w Tajpej. Zajął 7. miejsce w finale sztafety 4 × 400 metrów na mistrzostwach Europy w 2018 w Berlinie. Odpadł w eliminacjach biegu na 400 metrów na halowych mistrzostwach Europy w 2019 w Glasgow. Na mistrzostwach świata w 2019 w Dosze odpadł w eliminacjach męskiej i mieszanej sztafety 4 × 400 metrów. Był rezerwowym zawodnikiem sztafety 4 × 400 metrów na igrzyskach olimpijskich w 2020 w Tokio.
Był mistrzem Czech w biegu na 400 metrów w 2013 i 2015, wicemistrzem na tym dystansie w 2012 i 2016 oraz w biegu na 400 metrów przez płotki w 2019, a także brązowym medalistą w biegu na 400 metrów w 2014 i w biegu na 400 metrów przez płotki w 2018. W hali był mistrzem Czech w biegu na 400 metrów w 2014 i 2019, wicemistrzem tej konkurencji w 2015, 2016 i 2018 oraz brązowym medalistą na tym dystansie w 2012 i 2021.
Jest aktualnym (lipiec 2022) rekordzistą Czech w męskiej sztafecie 4 × 400 metrów na otwartym stadionie z czasem 3:02,42 (20 czerwca 2021 w Klużu-Napoce) i w hali z czasem 3:04,09 (8 marca 2015 w Pradze).

## Rekordy życiowe
Rekordy życiowe Tesařa:
- bieg na 400 metrów – 45,73 s (10 lipca 2015, Gwangju)
- bieg na 400 metrów (hala) – 46,21 s (22 lutego 2015, Praga)
- bieg na 400 metrów przez płotki – 49,89 s (28 sierpnia 2018, Brno)